# Arthur Laurents
Arthur Laurents (14. juli 1917, Brooklyn, New York – 5. maj 2011 New York) var en amerikansk dramatiker manuskriptforfatter, og forfatter. Hans mest kendte værk, er teksten til musicalen West Side Story. Laurents blev 93 år gammal.